# Tauraco ruspolii
El turaco de Ruspoli (Tauraco ruspolii) o turaco del Príncipe Ruspoli es una especie de ave Musophagiformes de la familia Musophagidae endémica de los bosques del sur de Etiopía.

## Taxonomía
La especie fue descubierta originalmente por Eugene Ruspoli entre 1892 y 1893, pero a consecuencia de su posterior fallecimiento la localización y fecha exacta se desconocen. Sin embargo su colección fue examinada por Tommaso Salvadori, que al describirlo le dio el nombre en su honor. No fue hasta la década de los cuarenta del siglo XX que esta especie volvió a ser descubierta en los bosques del sur de Etiopía. 
Se sabe que este turaco en libertad es capaz de hibridar con el Turaco cariblanco en aquellas zonas donde sus rangos coinciden. No se reconocen subespecies.

## Descripción
Es un ave grande de cola larga que alcanza los 40 cm. Es predominantemente verde: la parte anterior del cuerpo con cabeza, cuello y pecho de un verde más claro; y las partes posteriores, las alas y la cola de un color verde más oscuro con tonos metalizados. Presenta una cresta redondeada que se extiende hasta la nuca de color blanco rosado. El pequeño pico y el anillo ocular son de color rojo anaranjado. Presenta plumas de un color rojo vivo en el interior de las alas. 

## Distribución y hábitat
Se encuentra únicamente en el sur de Etiopía, alrededor de las localidades de Arero, Bobela, Sokora, Negele y Wadera. Habita en bosques tropicales secos de coníferas y bosques ribereños, normalmente prefiriendo las zonas situadas entre 1.275 y 1.800 m de altitud. Es más común en altitudes medias (alrededor de 1500 m) en hábitats intermedios entre los matorrales espinosos de tierras bajas y el bosque montano.

## Comportamiento
El turaco de Ruspoli es una especie diurna y arbórea que vive en la parte alta de los árboles donde busca alimento, descansa y realiza vida social. Sus desplazamientos al suelo se restringen básicamente a beber. Se sabe que realiza desplazamientos estacionales de unos pocos kilómetros, lo que lo diferencia de otras especies de turaco que son bastante sedentarios.
Su dieta se compone básicamente de frutas y bayas de los árboles en los que vive,aunque también puede alimentarse de brotes, hojas, flores e insectos.
Se conoce poco de sus hábitos reproductivos pero informaciones locales reportan que su temporada de cría es de diciembre a febrero. Si se comporta como otras especies del mismo género: construirá un nido en la parte alta de los árboles y pondrá dos huevos que serán empollados por ambos padres durante un periodo de alrededor de 20 días. A las 2 o 3 semanas las crías explorarán los alrededores del nido y cuando tengan 4 o 5 semanas ya serán capaces de volar y abandonarán el nido aunque seguirán un tiempo más al cuidado de sus padres.

## Conservación
Aunque es más común de lo que se pensaba esta especie sigue teniendo un rango pequeño, dentro del cual gran parte de su hábitat forestal está siendo alterado y fragmentado. La disminución de la población debido a la degradación del hábitat y la hibridación con el Turaco cariblanco continúa, y por lo tanto la especie se clasifica como Vulnerable por la UICN. Si no se toman medidas de conservación para esta especie, su número bajará drásticamente en los próximos años debido a la presión humana que se manifiesta en la tala indiscriminada del bosque, la agricultura extensiva, los incendios forestales y la caza ilegal.